# Dichloormethylsilaan
Dichloormethylsilaan is een organische siliciumverbinding met als brutoformule CH4Cl2Si. De stof komt voor als een kleurloze vloeistof met een scherpe geur, die hevig reageert met water. Het is een tussenstof in de productie van silicone en andere organische siliciumverbindingen.

## Synthese
Dichloormethylsilaan wordt bereid uit een hydrosilylering van alkenen en alkynen.

## Toxicologie en veiligheid
Bij contact met een heet oppervlak of met een vlam ontleedt deze stof, onder vorming van giftige en corrosieve dampen, onder andere zoutzuur en fosgeen. Ze ontleedt bij contact met basen en vormt daarbij het brandbare en ontplofbare waterstofgas. Dichloormethylsilaan reageert hevig met oxiderende stoffen. Dichloormethylsilaan reageert hevig met water, met vorming van waterstofchloride. De stof is zeer reactief in aanwezigheid van kaliumpermanganaat, lood(II)oxide, koper(II)oxide of zilveroxide, waardoor brand- en ontploffingsgevaar ontstaan. Ze tast vele metalen aan in aanwezigheid van water of vocht.
Dichloormethylsilaan is corrosief voor de ogen, de huid en de luchtwegen. Inademing van deze stof kan longoedeem veroorzaken. Langdurige of herhaalde blootstelling kan de dood veroorzaken.